# Estado de Buenos Aires
El Estado de Buenos Aires fue una organización política soberana semiindependiente que existió entre el 11 de septiembre de 1852 y el 17 de septiembre de 1861. Se constituyó luego de la derrota de Juan Manuel de Rosas en la Batalla de Caseros, cuando la provincia de Buenos Aires se separó de facto de la Confederación Argentina, al derrocar a las autoridades impuestas por el gobierno federal mediante la Revolución del 11 de septiembre de 1852, para oponerse a la posibilidad de perder la ciudad de Buenos Aires y las importantes rentas aduaneras de su puerto, si se disponía su federalización. Se organizó constitucionalmente en 1854, bajo un régimen republicano.  
En 1859 el Estado de Buenos Aires entró en guerra con la Confederación Argentina, con el fin de disputar la hegemonía sobre la Nación Argentina unificada. La derrota porteña ese mismo año, en la Batalla de Cepeda, llevó a la firma del Pacto de San José de Flores, que estableció que «Buenos Aires se declara parte integrante de la Confederación Argentina» y que podría proponer reformas a la Constitución Nacional sancionada en 1853. El Pacto estableció también que el territorio de Buenos Aires no podría ser dividido sin el consentimiento de su Legislatura, salvando la posibilidad de que el gobierno nacional pudiera imponer unilateralmente la federalización de la ciudad de Buenos Aires. La integración de Buenos Aires al Estado federal argentino terminó de formalizarse mediante la Reforma constitucional de 1860.

## Delimitación territorial
El Estado de Buenos Aires ocupaba una superficie muy inferior a la actual provincia, que recién establecería sus límites definitivos en 1878. Controlaba efectivamente todo el territorio al norte del río Salado hasta la frontera de fortines que establecían el límite con los territorios indígenas establecidos en la región pampeana y la Patagonia: Azul, Tandil, Bahía Blanca; así como campamentos militares en lo que hoy es 9 de Julio, 25 de Mayo y poblaciones planificadas estratégicamente en la Laguna de los Padres y Carmen de Patagones. Las tierras intermedias a todos estos fortines, campamentos militares y poblaciones estratégicas estaban totalmente fuera del control de la Provincia Buenos Aires y bajo control efectivo de pueblos indígenas. La extensión territorial de lo que el estado reclamaba como territorio de jure incluía extensiones de tierras hacia el sur en parte controladas por mapuches y tehuelches, llegando hasta la cordillera de los Andes, el sur de la Provincia de Mendoza, la Patagonia argentina hasta el Cabo de Hornos y las islas Malvinas aludiendo al principio uti possidetis iuris de 1810, sin embargo, el límite en base a tal principio sería objeto de la disputa de la Patagonia Oriental, Tierra del Fuego y el estrecho de Magallanes con Chile, el cual también reclamó tales tierras invocando el mismo principio.
La constitución del Estado de Buenos Aires, promulgada en abril de 1854 establecía los siguientes límites: 

Artículo 2. Sin perjuicio de las cesiones que puedan hacerse en congreso general, se declara: que su territorio se extiende norte-sud, desde el arroyo del Medio hasta la entrada de la Cordillera en el mar, lindando por una línea al oeste-sudoeste, y por el oeste con las faldas de las cordilleras, y por el nordeste y este con los ríos Paraná y Plata, y con el Atlántico, comprendiendo las islas de Martín García y las adyacencias a sus costas fluviales y marítimas.

Su pretensión territorial se superponía con lo que reclamaba la provincia de Mendoza (lo incluyó en la constitución sancionada el 24 de diciembre de 1854). 
Una vez incorporado como provincia a la República Argentina, la ley nacional argentina n.º 28 del 17 de octubre de 1862, dispuso que todos los territorios nacionales existentes más allá de los límites o posesión de las provincias fueran nacionales, fijándose los límites por la ley n.º 947 del 5 de octubre de 1878.

## Formación
Tras el derrocamiento del gobernador de Buenos Aires Juan Manuel de Rosas por parte del gobernador de Entre Ríos, Justo José de Urquiza al mando del Ejército Grande, las fuerzas provinciales se instalaron en Buenos Aires. El triunfo militar de Urquiza cristalizó con la organización del país por medio de una constitución federal para la Confederación Argentina. Entre las imposiciones que se realizaban a Buenos Aires estaba nacionalizar los ingresos aduaneros de su puerto y federalizar su entonces ciudad capital, Buenos Aires, que pasaría a ser capital de la Confederación. Esto no fue de agrado de los porteños que experimentaban una prosperidad muy superior al resto de las provincias gracias a los ingresos de la Aduana. Así, algunos grupos de políticos apoyaron la exclusión de Buenos Aires de la Confederación constitucional, recién creada.
La revolución del 11 de septiembre de 1852 tomó el poder, excluyendo a los partidarios y representantes del general Urquiza; este se negó a aplastarla, por considerar que gozaba de apoyo popular. Sólo después de que perdiera la posibilidad de derrotarlos, Urquiza supo que el Estado de Buenos Aires declaraba no reconocer ninguna autoridad nacional exterior a sí misma.
La contrarrevolución de diciembre de ese año, dirigida por el coronel Hilario Lagos, convenció a Urquiza de intentar nuevamente la reunificación del país por la fuerza, máxime cuando el ejército porteño fue derrotado en la batalla de San Gregorio y Lagos impuso un sitio a la Ciudad de Buenos Aires. No obstante la presencia de tropas de Urquiza entre los sitiadores y el bloqueo naval de la ciudad, la superioridad financiera y económica del gobierno porteño obligó a Lagos y Urquiza a levantar el sitio a mediados del año siguiente.
Varias sucesivas invasiones de jefes porteños emigrados –como Jerónimo Costa, José María Flores y el propio Lagos– fueron fácilmente vencidas, y no alteraron el desarrollo político y económico del Estado.

## Gobierno
Tras la revolución del 11 de septiembre de 1852, fue nombrado gobernador el General Manuel Guillermo Pinto, el primer gobernador del Estado de Buenos Aires.
En 1854 se sancionó la Constitución del nuevo Estado. Sus atribuciones eran similares a la Constitución de la Confederación Argentina, aunque establecía un período gubernativo de cuatro años, a diferencia de los seis de la presidencia de la Confederación. Además, la constitución porteña reconocía una religión oficial, la católica, mientras que la Confederación había elegido un compromiso menor al asentar que "el Gobierno federal sostiene el culto católico apostólico romano". Otras diferencias eran la elección del gobernador por la Sala de representantes y la existencia de la Asamblea legislativa (conformada por el Senado y la Sala de representantes) como instancia ratificadora de las leyes vetadas por una cámara o el gobernador. Tras su sanción fue declarado gobernador constitucional Pastor Obligado.

### Lista de gobernadores

#### Preconstitucionales
| Imagen | Gobernador de Buenos Aires | Período                                        |
|        | Manuel Guillermo Pinto     | 11 de septiembre de 1852 31 de octubre de 1852 |
|        | Valentín Alsina            | 31 de octubre de 1852 7 de diciembre de 1852   |
|        | Manuel Guillermo Pinto     | 7 de diciembre de 1852 28 de junio de 1853     |
|        | Pastor Obligado            | 28 de junio de 1853 27 de mayo de 1854         |

#### Constitucionales
| Imagen | Gobernador de Buenos Aires | Período                                 |
|        | Pastor Obligado            | 27 de mayo de 1854 4 de mayo de 1857    |
|        | Valentín Alsina            | 5 de mayo de 1857 23 de octubre de 1859 |
|        | Felipe Llavallol           | 23 de octubre de 1859 3 de mayo de 1860 |
|        | Bartolomé Mitre            | 3 de mayo de 1860 11 de octubre de 1862 |

## Economía y desarrollo

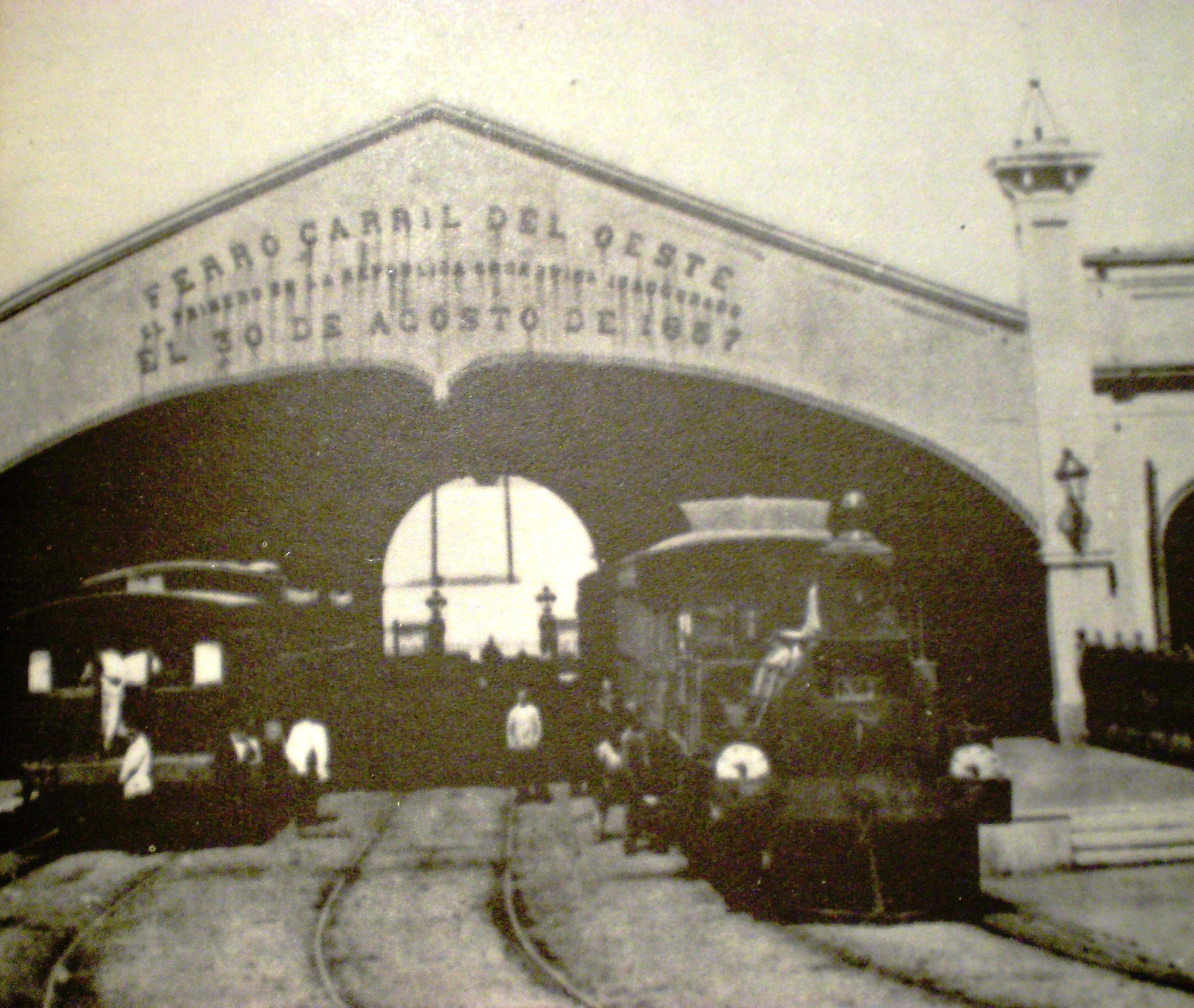
El Ferrocarril Oeste, símbolo de la autocapitalización que había logrado Buenos Aires, en la estación Del Parque.

El Estado de Buenos Aires gozó de prosperidad gracias a los ingresos aduaneros y el no tener que compartirlos con el resto de la Confederación Argentina o gastarlo en campañas militares, a diferencia de lo que se había hecho anteriormente.
Durante la gobernación de  Obligado se aprovechó los fondos proporcionados por la aduana para mejorar la infraestructura bonaerense; fundó numerosas escuelas primarias, sentó las bases del Colegio Nacional de Buenos Aires, urbanizó la campiña convirtiendo antiguos fuertes en poblados y comenzó las obras para el servicio de agua corriente y de gas de alumbrado para Buenos Aires.
Durante los años en que rigió el Estado, fueron fundados varios pueblos que actualmente pertenecen a la Provincia de Buenos Aires, como Chivilcoy (1854), Bragado (1854), Las Flores (1856) y Lomas de Zamora (1860).  Además la coyuntura internacional en la década de 1850-1860 resultaba favorable para los productos ganaderos, como resultado de la retracción rusa del mercado a consecuencia de la guerra de Crimea y del ciclo económico mundial positivo para la expansión de la actividad ganadera. En 1855, la producción de trigo comenzó a exceder las demandas locales, y estuvieron disponibles pequeñas cantidades de trigo para ser exportados. La demanda llevó a la extensión de las áreas de producción de trigo, y además fue acompañada por mejoras tecnológicas en los molinos harineros. La energía de vapor aplicada a los molinos se había generalizado en la década de 1850.
Se firmaron varios acuerdos de comercio con países vecinos y europeos, e incluso con la propia Confederación Argentina. El 30 de agosto de 1857 se instaló el que sería el primer ferrocarril en el actual territorio argentino, denominado Ferrocarril Oeste de Buenos Aires, cuya locomotora La Porteña, recorría un trecho de 10 kilómetros desde la Plaza del Parque, sobre la actual calle Lavalle, en la ciudad de Buenos Aires, hasta Flores.
En 1859, se realizó una exposición agrícola que permitió mostrar los adelantos tecnológicos que se habían conseguido en dicha área. La educación, por su parte, también efectuó un crecimiento, por impulso de Domingo Faustino Sarmiento. Además se emitió papel moneda y se realizaron campañas militares al sur contra los aborígenes.
El desarrollo económico se estancaría alrededor de 1859, cuando comenzaron los enfrentamientos armados con la Confederación Argentina.

## Política y sociedad
Dentro del Partido Unitario porteño -hegemónico en Buenos Aires-, dos facciones, que finalmente se separaron en dos partidos, se disputaron el poder y el predominio en el nuevo Estado: los autonomistas (alsinistas) y los nacionalistas (mitristas), también llamados "pandilleros" y "chupandinos" en la jerga popular.
Los primeros estaban a favor de la separación de Buenos Aires y estaban liderados por Adolfo Alsina. Los segundos estaban a favor de formar parte de la Nación Argentina y estaban liderados por Bartolomé Mitre. Éstas facciones tomaron más importancia a partir de 1856.
En un principio, el federalismo, estuvo proscripto, debido a la reciente caída de Juan Manuel de Rosas. Recién fue readmitido en 1857, tras cinco años de proscripción. A pesar del levantamiento de su prohibición, nunca pudo prosperar, ya que sus seguidores fueron pocos y, en general, estaban alineados con el alsinismo.
En 1858, propulsado por la división social, Domingo Faustino Sarmiento, en ese entonces legislador, propuso una nueva Ley Electoral, inspirada en la vigente en Estados Unidos de América.

## Conflictos con la Confederación y disolución
Tras una carta del presidente de la Confederación, Justo José de Urquiza, enviada al gobernador de Buenos Aires, en donde decía que Buenos Aires se uniría a la confederación "por la razón o por la fuerza", en 1859, que fue tomada como una declaración de guerra por parte de Buenos Aires, se desataron los conflictos. 
Aunque Urquiza posteriormente dijo que con "por la fuerza" se refería a trabas económicas y/o diplomáticas, las tropas de ambos estados se prepararon para un conflicto armado. 
El 23 de octubre de 1859 estalló la Batalla de Cepeda, con un triunfo de Urquiza. Tras el triunfo de la Confederación, se suscribió el Pacto de San José de Flores por el cual Buenos Aires se comprometió a incorporarse al Estado argentino, bajo ciertas condiciones y previa reforma constitucional que atendiera el punto de vista porteño, que fue concretada en 1860. 
Pese a ello, la guerra entre Buenos Aires y la Confederación Argentina continuó y el 17 de septiembre de 1861 volvieron a enfrentarse en la Batalla de Pavón, con un triunfo de Bartolomé Mitre, comandante de las fuerzas porteñas. De esta manera, se acordó el regreso de Buenos Aires a la Confederación, pero bajo los términos que la provincia impusiese. El gobernador Mitre disolvió el Estado de Buenos Aires, depuso a las autoridades nacionales asumiendo de facto la presidencia de la Nación y el 12 de octubre de 1862 asumió como presidente constitucional.